# لی بودیمید
لی بودیمید (انگلیسی: Lee Bodimeade؛ زادهٔ ۱۲ فوریهٔ ۱۹۷۰) بازیکن هاکی روی چمن اهل استرالیا است.